# Skilanglauf-Weltcup-Finale 2021
Das Skilanglauf-Weltcup-Finale 2021 war ein im Rahmen des Skilanglauf-Weltcups 2020/21 geplantes Etappenrennen zum Ende der Weltcup-Saison. Die Austragung der drei Etappen des Weltcup-Finals sollte im chinesischen Peking erfolgen. Es sollte zwischen dem 19. und dem 21. März 2021 stattfinden. Die Wettkämpfe wurden aufgrund der COVID-19-Pandemie abgesagt.

## Austragungsorte und Rennen
Peking
- 19. März: Sprint, freie Technik.
- 20. März: Skiathlon, 15 km (Frauen und Männer).
- 21. März: Verfolgung, klassische Technik, Handicapstart*, 10 km (Frauen) und 15 km (Männer).

(*) Handicapstart: Bei diesem Rennen sollte in der Reihenfolge des Gesamtklassements gestartet werden, d. h. die/der Führende zuerst. Der Startabstand sollten sich aus der Differenz der Gesamtzeiten zwischen den Startern aller bis dahin absolvierten Rennen ergeben.